# Argyria sordipes
Argyria sordipes là một loài bướm đêm trong họ Crambidae.